# Hotelling-Regel
Die Hotelling-Regel ist ein bedeutendes Theorem in der Mikroökonomie. Sie wurde von Harold Hotelling in seinem Artikel The Economics of Exhaustible Resources erstmals 1931 vorgestellt. Hotellings Regel besagt, dass der Preis für eine erschöpfbare Ressource im Zeitablauf mit dem Zinssatz ansteigen muss.

## Definition

Vereinfachte Darstellung der Knappheitsrente und der Grenzkosten der Förderung

Der Preis bei erschöpfbaren Ressourcen kann nicht identisch mit den Grenzkosten sein, wie es sich zum Beispiel nach dem Modell der vollständigen Konkurrenz ergeben würde. Wäre dies nämlich der Fall, dann wäre es optimal, den gesamten Ressourcenbestand möglichst schnell zu fördern und die Gewinne in andere, höhere Rendite erzielende Projekte zu investieren. Ein Besitzer eines Ressourcenbestandes ist also nur dann bereit, Ressourcen nicht zu verkaufen, wenn er erwarten kann, dass sich der Wert der Ressource über die Zeit mit dem Marktzinssatz erhöht. Eine geringere Wertsteigerung würde ihn dazu veranlassen, in der aktuellen Periode mehr zu verkaufen, eine höhere Wertsteigerung wäre ein Anreiz, das Angebot zu verringern.
Die Knappheitsrente gibt dabei die Opportunitätskosten des Verkaufs einer zusätzlichen Ressourceneinheit an. Die Entwicklung der Knappheitsrente mit dem Marktzinssatz wird als Hotelling-Regel bezeichnet. Viele Modelle in der Ressourcenökonomie basieren auf diesem Prinzip.

### Mathematische Herleitung
Eine nicht-erneuerbare Ressource stehe in begrenzter Menge zur Verfügung und es entstehen keine Lagerkosten. In jeder Periode entsteht ein bestimmter Nutzen durch den Konsum der Ressource. Zukünftige Nutzen können diskontiert werden. Somit gibt es eine Wohlfahrtsfunktion über T Perioden:
{\displaystyle W=\sum _{t=0}^{T}{\frac {1}{(1+r)^{t}}}u_{t}(x_{t})}
mit
- {\displaystyle W} die Wohlfahrt
- {\displaystyle r} der Diskontsatz des Nutzens
- {\displaystyle u_{t}(x_{t})} der Nutzen in Periode {\displaystyle t}, abhängig von der Fördermenge {\displaystyle x_{t}} in Periode {\displaystyle t}
- {\displaystyle T} Zeitpunkt, zu dem die Ressource erschöpft ist.

Die Wohlfahrtmaximierungsfunktion lässt sich wie folgt darstellen:
{\displaystyle W\rightarrow max!_{x_{0},x_{1},...,x_{T}}}
Die Wohlfahrt wird maximiert unter den Bedingungen,
- dass der Verkauf in allen Perioden zusammen kleiner oder gleich dem gesamten verfügbaren Bestand der Ressource {\displaystyle {\bar {x}}} sein muss

{\displaystyle \sum _{t=0}^{T}x_{t}\leq {\bar {x}}}
- und dass es keinen negativen Abbau gibt (Nicht-Negativitätsbedingung)

{\displaystyle x_{t}\geq 0\quad \forall t}
Zur Herleitung der Optimalitätsbedingung müssen alle Nutzenfunktionen in jeder Periode gleich sein.
{\displaystyle u_{t}(x_{t})=u_{s}(x_{s})\quad \forall t\neq s}
Gleichzeitig muss der Nutzen in jeder Periode gleich der maximalen Zahlungsbereitschaft sein:
{\displaystyle u_{t}(x_{t})=ZB(x_{t})\quad .}
Zur Vereinfachung wird im Folgenden angenommen, dass es nur zwei Perioden gibt, dass in jeder Periode etwas abgebaut wird und dass am Ende die Ressource vollständig abgebaut ist:
{\displaystyle x_{0}>0,x_{1}>0,x_{0}+x_{1}={\bar {x}}}
Dann folgt aus dem Maximierungsproblem die Optimalitätsbedingung (Hotelling-Regel):
{\displaystyle u^{\prime }(x_{0}^{*})={\frac {u^{\prime }(x_{1}^{*})}{(1+r)}}\Leftrightarrow r={\frac {u^{\prime }(x_{1}^{*})-u^{\prime }(x_{0}^{*})}{u^{\prime }(x_{0}^{*})}}}

## Aktueller Forschungsstand
Wiederholt wurde festgestellt, dass die Hotelling-Regel mit der tatsächlichen Entwicklung der Weltmarkt-Preise für natürliche Ressourcen nicht vereinbar ist. Das liegt unter anderem daran, dass die ursprüngliche Formulierung der Hotelling-Regel auf einer Partialanalyse beruht; eine Herleitung der Regel im Rahmen eines allgemeinen Gleichgewichtsmodells sagt konstante Preise für endliche Ressourcen voraus. Dennoch wird die Regel in ihrer einfachen Form weiterhin in vielen Modellen der Ressourcen- und Klimaökonomie verwendet.